# La brújula dorada
La brújula dorada es una película de aventuras fantásticas de 2007, basada en el libro de 1995 Luces del norte, la primera novela de la trilogía de  La materia oscura, de Philip Pullman. Escrita y dirigida por Chris Weitz, está protagonizada por Nicole Kidman, Dakota Blue Richards, Daniel Craig, Sam Elliott, Eva Green e Ian McKellen.
El proyecto se anunció en febrero de 2002, pero las dificultades con el guion y la selección de un director provocaron importantes retrasos. Con 180 millones de dólares, fue uno de los proyectos más caros de New Line Cinema, y sus decepcionantes resultados al recaudar solo 372 millones de dólares contribuyeron a la reestructuración de New Line en febrero de 2008.
La película narra las aventuras de Lyra Belacqua, una huérfana que vive en un universo paralelo en el que un poder dogmático llamado Magisterio se opone a la libre investigación. Los niños de ese universo son secuestrados por un grupo desconocido llamado los Devoradores, que cuenta con el apoyo del Magisterio. Lyra se une a una tribu de marinos en un viaje al lejano Norte, la tierra de los osos polares acorazados, en busca de los niños desaparecidos.

## Argumento
En una Tierra alternativa, una poderosa iglesia llamada Magisterio controla estrictamente las creencias y enseñanzas de la población. En este mundo, el espíritu interior de cada persona existe parcialmente fuera del cuerpo, manifestándose como un compañero animal llamado daimonion. El daimonion se comunica con la persona y debe permanecer en estrecha proximidad física. Las brujas, sin embargo, tienen daimoniones con forma de pájaro que son capaces de viajar largas distancias desde sus cuerpos.
Lyra Belacqua, cuyo daimonion se llama Pantalaimon o "Pan", es una huérfana criada en el Jordan College de Oxford. Su tío, Lord Asriel, un destacado explorador y erudito, ha estado ausente buscando el esquivo Polvo, una partícula cósmica de la que el Magisterio prohíbe hablar. Cuando Asriel regresa a Oxford, Lyra le salva la vida después de ver cómo un agente del Magisterio que está de visita le echa al vino un veneno no identificado. Más tarde, Asriel hace una presentación ante otros eruditos sobre su descubrimiento de que el Polvo existente en el Polo Norte une mundos infinitos. Asriel recibe una subvención para otra expedición. Si su teoría se demuestra, podría socavar gravemente el control del Magisterio.
Lyra conoce a la adinerada señora Coulter, una "amiga" de la universidad. Ella invita a Lyra a quedarse con ella en el Londres retrofuturista. Antes de que Lyra se marche, el director del colegio le confía el aletiómetro de su tío, un artefacto parecido a una brújula que revela la verdad (la brújula dorada titular). Pocos individuos pueden descifrar sus símbolos. El Magisterio ha confiscado o destruido todos los demás aletiómetros, y Lyra está advertida de que debe mantener el suyo en secreto.
Lyra se da cuenta de que el aletiómetro señala continuamente un símbolo de una dama, un rayo y un niño, aunque es incapaz de comprender su significado. Pronto, los modales de la señora Coulter cambian y muestran que está alineada con el Magisterio y su mandato. Cuando Lyra menciona casualmente el Polvo, la señora Coulter le advierte severamente que no vuelva a mencionarlo.
Unos secuestradores llamados "Gobblers" han estado secuestrando a niños pobres, huérfanos y gitanos, entre ellos los amigos de Lyra, Roger, un criado de Oxford, y Billy Costa, un joven gitano. Más tarde, Lyra descubre que la señora Coulter es la jefa de la Junta de Obligaciones Generales y se da cuenta de que son los "Gobblers".
Cuando el daimonion de la señora Coulter intenta robar el aletiómetro, Lyra y Pan escapan con ella a las calles. Los devoradores la persiguen, pero es salvada por Ma Costa, la madre de Billy. Lyra es llevada ante el rey gitano, Juan Faa, cuyo barco se dirige al norte para buscar a los niños capturados. Un sabio anciano gitano llamado Farder Coram es capaz de descifrar la brújula.
Tras consultar con el agente del Magisterio Fra Pavel, la señora Coulter envía dos moscas espías mecánicas a por Lyra. Una de ellas es rechazada, pero la otra es atrapada y sellada en una lata por Farder Coram, quien dice que la mosca espía tiene un aguijón lleno de un veneno para dormir. Mientras tanto, Lord Asriel ha llegado a Svalbard, el reino de los Osos de Hielo, pero es capturado por miembros de la tribu Samoyedo contratados por la señora Coulter.
La reina bruja, Serafina Pekkala, le dice a Lyra que los niños desaparecidos están en una estación experimental llamada Bolvangar. En un puerto del norte, Lyra se hace amiga de un aeronauta tejano llamado Lee Scoresby. Éste le aconseja que le contrate a él y a su amigo Iorek Byrnison, un oso acorazado al que Lee ha venido a rescatar. Iorek, antaño príncipe de los osos acorazados, está ahora exiliado por vergüenza, ya que los habitantes del pueblo le han quitado la armadura con engaños. Lyra utiliza el aletiómetro para localizar la armadura de Iorek. Tras recuperarla, Iorek se une al viaje de los giptanos hacia el norte, junto con Scoresby.
Lyra, a horcajadas sobre Iorek, se dirige a un edificio abandonado hacia el que la señaló el aletiómetro. Allí, Lyra encuentra a Billy Costa, que ha sido separado quirúrgicamente de su daimonion. Los Devoradores están experimentando con los niños secuestrados mediante un procedimiento llamado "intercisión". Lyra reúne a Billy con Ma Costa, pero el grupo es atacado por los Samoyedos, que capturan a Lyra. Iorek y Lee la siguen en la aeronave de Lee. Lyra es llevada ante el rey oso Ragnar Sturlusson. Sabiendo que Iorek será superado en número, Lyra engaña a Ragnar para que luche contra Iorek uno a uno. Ragnar, que usurpó el trono de Iorek, parece ganar inicialmente; Iorek finge debilidad y mata a Ragnar, vengando a su padre y recuperando su reino.
Iorek lleva a Lyra a Bolvangar, pero sólo Lyra cruza un estrecho puente de hielo antes de que se derrumbe. Al llegar a la estación, Lyra se reúne con Roger. Lyra escucha a la señora Coulter decir a los científicos de la estación que Asriel ha escapado y ha montado un laboratorio. Los soldados del Magisterio se dirigen allí para arrestarlo por herejía. Lyra descubre que los científicos están experimentando para separar a un niño de su daimonion. Al ser sorprendida espiando, Lyra y Pan son arrojados a la cámara de intercisión, pero la señora Coulter la rescata.
La señora Coulter le dice a Lyra que el Magisterio cree que la intercisión protege a los niños de la influencia corruptora del Polvo. Revela que es la madre de Lyra, pero que fue obligada a renunciar a ella; Lyra se da cuenta de que Asriel es su padre. Cuando la señora Coulter quiere el aletiómetro, Lyra le da la lata que contiene la mosca espía. La mosca pica a la señora Coulter, dejándola inconsciente. Lyra destruye la máquina, provocando una serie de explosiones.
En el exterior, los niños que huyen son atacados por mercenarios tártaros y sus daimonions lobo. Iorek, Scoresby, los gitanos y las brujas voladoras dirigidas por Serafina se unen a la batalla. Los tártaros son derrotados y los niños rescatados. Lyra, Roger, Iorek, Lee y Serafina vuelan al norte en busca de Asriel. Confirmando la profecía de Serafina de una próxima guerra con Lyra en el centro. Lyra está decidida a luchar contra el Magisterio que conspira para controlar todos los demás mundos del universo.

## Reparto

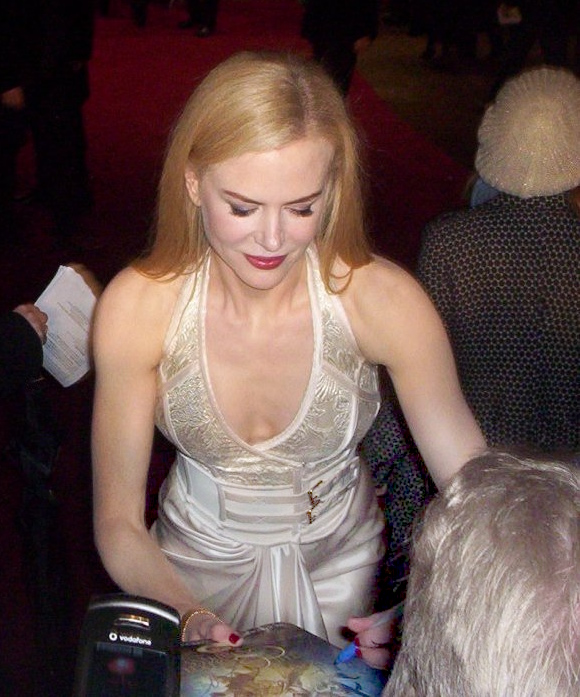
Nicole Kidman en el estreno de la película.

- Dakota Blue Richards como Lyra Belacqua, quien se embarca en un viaje para luchar contra las fuerzas del mal y rescatar a su mejor amiga. New Line Cinema anunció el reparto de Richards, de 12 años, en junio de 2006.[4] Fue su primer papel como actriz.
- Nicole Kidman como la señora Coulter, una mujer influyente que se interesa por Lyra (y más tarde admite que es su madre). Kidman era la opción preferida del autor Philip Pullman para el papel diez años antes de la producción de la película,[5] y a pesar de rechazar inicialmente la oferta de protagonizarla porque no quería interpretar a una villana, firmó tras recibir una carta personal de Pullman.[6]
- Daniel Craig como Lord Asriel, el estricto y misterioso tío aventurero de Lyra. En julio de 2006, se informó de que Paul Bettany estaba en conversaciones para interpretar el papel.[7]
- Sam Elliott como Lee Scoresby, un aeronauta tejano que acude en ayuda de Lyra. Pullman ha destacado la actuación de Elliott como una de las que la película ha conseguido "a la perfección".[8]
- Eva Green como Serafina Pekkala, una reina bruja.
- Jim Carter como John Faa, el rey de los gitanos.
- Clare Higgins como Ma Costa, miembro de una familia giptiana que ayuda a Lyra.
- Ben Walker como Roger Parslow, la mejor amiga de Lyra, que es secuestrada y llevada al norte.
- Charlie Rowe como Billy Costa, hijo de Ma Costa, y amigo de Lyra.
- Steven Loton como Tony Costa, hijo de Ma Costa y hermano mayor de Billy.
- Christopher Lee como el primer alto consejero del Magisterio. El casting de Lee también fue a instancias de New Line, y no de Chris Weitz.[4]
- Tom Courtenay como Farder Coram, segundo al mando de los giptianos y asesor de John Faa.
- Derek Jacobi como emisario del Magisterio.
- Simon McBurney como Fra Pavel, un agente del Magisterio.
- Jack Shepherd como maestro del Jordan College.
- Magda Szubanski como la señora Lonsdale.
- Edward de Souza como segundo alto consejero del Magisterio.
- Paul Antony-Barber como el Doctor Bolvangar.
- Jason Watkins como funcionario de Bolvangar.
- Jody Halse como ordenanza de Bolvangar.
- Hattie Morahan como la Hermana Clara.

### Reparto de voces
- Ian McKellen como Iorek Byrnison, un oso acorazado (panserbjørn) que se convierte en amigo y camarada de Lyra. Nonso Anozie y Chris Hemsworth habían grabado líneas para el papel de Iorek Byrnison, pero fue sustituido por McKellen en una fase tardía ya que New Line quería un nombre más grande en el papel.[9] El presidente de producción de New Line, Toby Emmerich, afirmó que "nunca pensó que Anozie sonara como Iorek" y, aunque en un principio confió en la decisión de casting del director Weitz, "nunca dejó de pensar que este tipo no sonaba bien". El recasting fue en contra de los deseos de Weitz, aunque más tarde dijo que "si vas a tener a alguien recastado en tu película, te alegras de que sea Ian McKellen".[4]
- Freddie Highmore como Pantalaimon, el daimonion de Lyra. La voz de Pan iba a ser interpretada por un actor de mayor edad, pero se recurrió a Highmore en su lugar, ya que la relación entre Pan y Lyra sería más íntima si tuvieran la misma edad, y también subrayaría el contraste entre la relación de Lyra con él y la de ella con personajes masculinos de mayor edad, como Lord Asriel, Lee Scoresby e Iorek.
- Ian McShane como Ragnar Sturlusson, rey de los panserbjørne. El nombre de Ragnar en el libro era Iofur Raknison, pero se cambió para evitar la confusión entre él e Iorek.[10] Sin embargo, en la versión en alemán de la película, el diálogo mantiene el nombre "Iofur Raknison", mientras que los subtítulos reflejan el cambio.
- Kathy Bates como Hester, el daimonion de la liebre (jackrabbit) de Lee Scoresby.
- Kristin Scott Thomas como Stelmaria, el daimonion de Lord Asriel.

## Música
El compositor francés Alexandre Desplat compuso la música de la película. La cantante británica Kate Bush escribió e interpretó la canción "Lyra", que suena en los créditos finales. El álbum de la banda sonora de la película fue publicado el 22 de enero de 2008 por WaterTower Music.

## Controversia
En octubre del 2007, la organización independiente de la Iglesia Católica de Estados Unidos, la "Liga Católica", solicitó un boicot debido a la publicidad que el film podría suponer para los libros del autor y los supuestos contenidos denigrantes para el cristianismo en general y la Iglesia Católica en particular. El estudio ordenó cambios significativos a finales de la postproducción, que Weitz calificó más tarde de experiencia "terrible". Aunque los efectos visuales de la película (que Weitz ha calificado como el "elemento más exitoso" de la misma) ganaron un Oscar y un BAFTA, la recepción de la película por parte de la crítica fue desigual y sus ingresos fueron inferiores a los previstos por el estudio, la película fue considerada uno de los mayores fracasos comerciales de los últimos años (pese a un moderado éxito internacional, en Estados Unidos, el mercado más importante para los estudios, recaudó sólo 70 millones) por lo que es difícil que sus secuelas vean la luz algún día en la gran pantalla.

### Diferencias con respecto a la novela
- La primera frase de la película revela que hay muchos mundos paralelos en el universo, algo que en la novela original no puede ser más que intuido hasta el final.
- Lyra se entera de que la señora Coulter es su madre en Bolvangar, pero en el libro se entera antes incluso de partir rumbo al norte con los giptianos.
- En la novela se describe a la señora Coulter como "una mujer joven y hermosa cuyas mejillas quedaban enmarcadas por una larga cabellera negra y brillante", en la película, Nicole Kidman tiene cabellera rubio platino y su pelo no es largo.
- En la película, Lyra va primero a Svalbard, el reino de los osos, y luego a Bolvangar, donde tienen a los niños capturados. En el libro, es al revés.
- El auténtico final del libro, el reencuentro de Lyra con Lord Asriel y los sucesos posteriores, incluyendo la muerte de Roger y el traspaso de Lyra al otro mundo, no se muestra en la película.
- En el libro, el documento que Asriel enseña a los letrados del Jordan College se complementa con una fotografía en la que aparece un chico al lado del adulto, sin polvo sobre él. Esto resulta de vital importancia para entender porqué el Magisterio cree que debe separar a los niños de sus daimonions. Asimismo, se omite el detalle de la supuesta cabeza cercenada de Stanislaus Grumann, que Asriel muestra a los académicos en el libro como prueba de la muerte de este a manos de los tártaros. En la película no se menciona siquiera a Grumann, a pesar de su aparición en los demás libros.
- En la película se habla poco de la profecía de las brujas a propósito de Lyra, mientras que en uno de los libros la señora Coulter incluso tortura a una bruja para que se la revele.
- En los libros, Fray Pavel es un aletiometrista que lee su instrumento para dar información al Magisterio.
- La película da a entender que la habilidad en sí de leer el aletiómetro es muy rara, en cambio en el libro lo complicado es saber consultarlo sin mirar los libros.
- En la película se dice que queda un único lector de símbolos, a diferencia del libro donde se dice que pueden existir hasta seis, esparcidos por todo el mundo.
- En los libros, la institución del Magisterio es una versión opresiva de la Iglesia, mientras que en la película es simplemente un régimen autoritario sin ninguna relación inmediatamente evidente con la religión.
- Algunos personajes con cierta importancia en libros posteriores, como Lord Boreal, no aparecen en la película.
- En el libro, el niño sin daimonion que encuentran en el camino a Bolvangar no es Billy Costa, que es encontrado a salvo junto a los demás niños, sino Tony Makarios, que muere al poco tiempo, al estar separado de su daimonion. Es el daimonion de este niño el que responde al nombre de Ratter, mientras que nunca se sabe el nombre del de Billy Costa.
- En la película, se pasa del rescate de Lyra por parte de los gipcios directamente al viaje al Norte. En el libro, primero se realiza una asamblea de los giptanos, en la cual se decide ir al Norte a por los niños.
- En la novela, la aeronave de Scoresby es un globo, mientras que en la película es similar a un dirigible. El hecho de que sea originalmente un globo es importante para la trama de la segunda novela, ya que es perseguido por dirigibles del Magisterio mucho más veloces que consiguen darle caza por ello.
- En la película, el daimonion de Fray Pavel es un escarabajo, para que al decirle a Lord Asriel "he seguido sus pasos de cerca", quedara la respuesta de Asriel "De allí ese mal olor", referente a la peste que ciertos escarabajos despiden como defensa. En el libro, el daimonion de Fray Pavel es una rana.
- En la película, Lyra descubre que el Iofur Raknison, llamado en esta Ragnar Sturluson, es un oso desde la escena con la cena con la señora Coulter. En el libro, oye que es el "rey de Svalvard", pero no sabe que Iofur y su pueblo son osos, por lo que le extraña que digan que no tiene daimonion, rareza en los humanos de su mundo.
- En la película, el nombre del rey de los osos es Iofur Raknison. Chris Weitz defendió el cambio en la película por Ragnar Sturluson alegando que los nombres de Iorek Byrnison y del rey oso sonaban demasiado parecidos y podría llevar a confusiones por parte del espectador. El nombre hace referencia a las sagas islandesas, uno de cuyos principales escritores fue Snorri Sturluson.[14]
- La traducción de aletómetro en los libros en castellano suele ser aletiómetro. En la película a menudo se refieren a él como brújula dorada, en referencia al título con el que fue publicada la novela en EE.UU. y la propia película en todo el mundo.
- El nombre de los Gobblers suele traducirse en los libros por Zampones (y en la versión española de la película también se les llama Devoradores).
- En la versión en español de la novela, la palabra "daemon" se traduce como "daimonion", con ánimo de que suene parecido a "demonio". En cambio, en la película no se ha traducido esta palabra dejando "daemon" en la versión española.
- Igualmente, los giptians han sido traducidos en los libros como giptanos. No obstante, en la película han sido traducidos como gipcios, debido al excesivo parecido de su pronunciación con la de gitanos.[cita requerida]

## Recepción y críticas
Las críticas a La brújula dorada fueron mixtas. En el sitio web de reseñas Rotten Tomatoes, la película tiene un índice de aprobación del 42%, basado en 197 reseñas, con una puntuación promedio de 5.63 de 10. El consenso crítico dice: "Sin la controversia del material original, La brújula dorada se reduce a imágenes impresionantes que compensan en exceso una narración débil". En Metacritic, que asigna una calificación promedio ponderada de 100 a las críticas de los principales críticos, la película ha recibido una calificación promedio de 51, basada en 33 críticas, que indica "críticas mixtas o promedio".